# Pacificazione di Gand

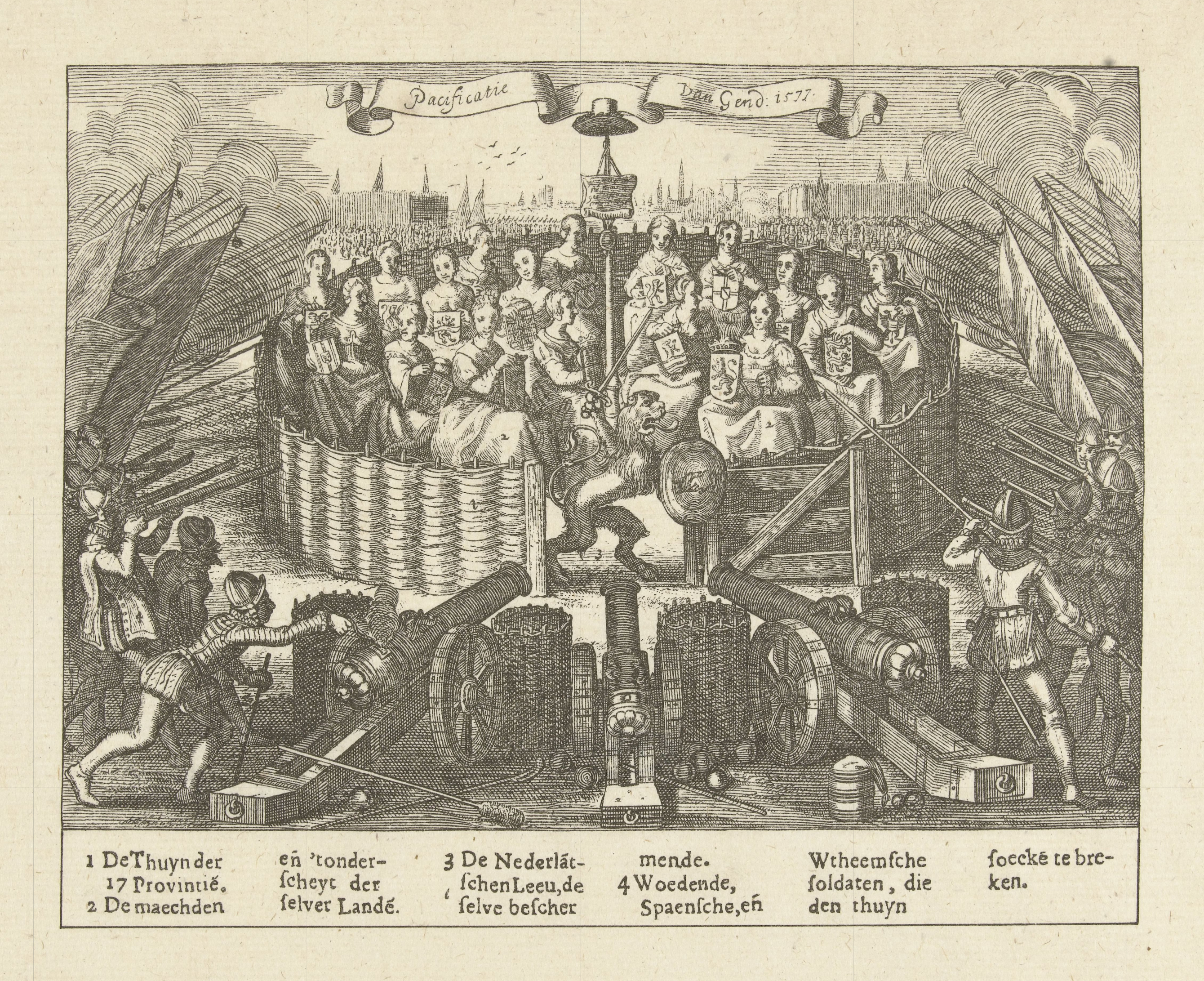
Allegoria della Pacificazione di Gand di Adriaen van de Venne

La pacificazione di Gand (oppure di Ghent, ove si adotti il nome fiammingo della località), firmata l'8 novembre 1576, fu un'alleanza stretta tra le province dei Paesi Bassi degli Asburgo al fine di cacciare dal Paese le truppe mercenarie spagnole e al tempo stesso promuovere un trattato di pace con le province ribelli dell'Olanda della Zelanda.

## Contesto
Nel 1567 il re di Spagna, Filippo II, rimasto Signore dei Paesi Bassi del Sud, dopo la perdita dei Paesi Bassi del Nord, nominò governatore di quelle province il duca d'Alba Fernando Álvarez de Toledo e gli fornì delle truppe mercenarie per ripristinare l'ordine dopo le sollevazioni del 1566. Il duca d'Alba condannò a morte i consiglieri della precedente reggente Margherita di Parma (tra cui il conte Lamoral d'Agamonte) oppure li costrinse all'esilio (come Guglielmo d'Orange). L'unico a salvarsi fu Philippe III de Croÿ, di chiara fama lealista e filo-monarchica.
In un primo momento il duca d'Alba non ebbe difficoltà a respingere le incursioni militari, organizzate da Guglielmo d'Orange, capo dei ribelli nordici, ma, il mantenere una forte compagine militare, mise a dura prova le finanze dell'Impero spagnolo, alle prese con costose guerre anche in Italia e contro gli ottomani. Il tentativo di introdurre nuove tasse gli alienò le simpatie anche dei più fedeli alla corona di Spagna. Inoltre, nel 1572, un'incursione di corsari ingaggiati da Guglielmo d'Orange riuscì a restaurare il controllo di quest'ultimo in Olanda e Zelanda.
Il duca d'Alba dichiarò dunque guerra alle due province ribelli ma l'impiego dei tercios ben presto divenne finanziariamente insostenibile. Malpagati, i mercenari spagnoli spesso disertarono dandosi ai saccheggi.

## La pacificazione
Nel 1573, a causa dei suoi insuccessi, il duca d'Alba venne sostituito da Luis de Zúñiga y Requesens che però non ebbe maggiore fortuna e morì tre anni dopo. Filippo II nominò al suo posto don Juan il quale però impiegò mesi per raggiungere Bruxelles e nel frattempo fu Philippe III de Croÿ a dover gestire una situazione sempre più ingarbugliata.
L'8 settembre 1576 a seguito dell'ammutinamento dei mercenari e dei conseguenti saccheggi da questi perpetrati a Zierikzee e ad Aalst, vennero convocati gli Stati Generali della Repubblica delle Sette Province Unite. In assenza del governatore generale designato Philippe III de Croÿ venne nominato dagli Stati Generali governatore generale ad interim con il mandato di trovare quanto prima un accordo di pace con le province ribelli di Olanda e Zelanda. Venne dunque nominata una commissione per negoziare con Guglielmo d'Orange che si riunì a Gand.
La commissione era composta da esponenti dei “ribelli” (Paulus Buys, Gran Pensionario d'Olanda, e Filips van Marnix) e degli Stati Generali (tra gli altri Elbertus Leoninus, professore dell'Università di Lovanio) e si riunì nella prima settimana di ottobre.
L'accordo venne trovato il 30 ottobre e venne ratificato dagli Stati Generali il 9 novembre 1576.

## Conseguenze
Don Juan firmò la pacificazione il 12 febbraio 1577 e dunque gli Stati Generali lo accettarono come legittimo governatore generale acconsentendo addirittura di pagare gli arretrati alle truppe reali. 
Grozio, ricostruendo la ripresa della guerra degli ottant'anni, deplorò l'«aemulatrix ambitio», che fece fallire sia la pace di Gand, sia la successiva Religionsvrede.